# Gaye Dell
Gaye Dell, född 22 oktober 1948, är en australisk friidrottare. Hon deltog vid olympiska sommarspelen 1976.